# Adriano Malori
Adriano Malori (né le 28 janvier 1988 à Parme) est un coureur cycliste italien, professionnel de 2010 à 2017, vice-champion du monde du contre-la-montre en 2015. 
Champion du monde du contre-la-montre espoirs en 2008, il a remporté le championnat d'Italie du contre-la-montre en 2011 et 2014, et une étape du Tour d'Espagne 2014. Les conséquences d'une lourde chute lors du Tour de San Luis 2016 l'obligent à mettre un terme à sa carrière en juillet 2017.

## Biographie

### Jeunesse et carrière amateur
En catégorie juniors, Adriano Malori est champion d'Italie du contre-la-montre en 2006 et 2007. En 2008, il passe en catégorie espoirs (moins de 23 ans). En contre-la-montre, il remporte les titres de champion du monde, champion d'Europe et champion d'Italie. 
En 2009, il est médaillé d'or du contre-la-montre aux Jeux méditerranéens. Au championnat d'Italie, il est battu par Alfredo Balloni, pour l'obtention du titre national espoirs. Aux championnats du monde sur route, il est cette fois 5e du contre-la-montre des moins de 23 ans, à 37 secondes du vainqueur Jack Bobridge.

### Carrière professionnelle

#### Début de carrière chez Lampre
En 2010, il est recruté par l'équipe ProTour Lampre-Farnese Vini. Son équipe voulant faire courir ses jeunes sur le Tour de France, il prend part à la course le plus célèbre du monde qui lui sert de premier grand tour. Au service d'Alessandro Petacchi tout au long de celui-ci, il chute deux fois durant les premières étapes et diminué par ses blessures il lutte pour ne pas abandonner et termine dernier et lanterne rouge du Tour de France 2010. Durant cette saison, il est également 2e du Tour de Bavière et 3e du championnat d'Italie du contre-la-montre. En 2011, il remporte le championnat d'Italie du contre-la-montre, qui constitue son principal objectif de la saison. En l'absence du quintuple champion Marco Pinotti, il devance Manuele Boaro de 7 secondes. En juillet, il participe à nouveau au Tour de France. Échappé lors de la sixième étape, il se voit attribuer le prix de la combativité.
En 2012, Adriano Malori dispute le Tour d'Italie. Échappé lors de la sixième étape, il arrive deuxième, plus d'une minute après le vainqueur Miguel Ángel Rubiano, et prend la première place du classement général. Il perd le maillot rose le lendemain : lâché au début de l'ascension finale vers Rocca di Cambio, à 15 km de l'arrivée, il le cède au futur vainqueur du Giro, Ryder Hesjedal. Il termine à la 68e place du classement général. En juin, il est deuxième du championnat d'Italie du contre-la-montre, battu de deux secondes par Dario Cataldo. En septembre, il participe aux championnats du monde sur route dans le Limbourg néerlandais. Avec Lampre, il prend la 28e place du nouveau championnat du contre-la-montre par équipes de marques, sur 32 équipes participantes. Son équipe le Lampre-ISD est la dernière des UCI ProTeams de ce championnat. Malori représente ensuite l'Italie au contre-la-montre individuel, avec Marco Pinotti. Il termine à la dixième place, à 2 minutes 40 secondes du vainqueur Tony Martin, tandis que Pinotti, victime d'une chute, ne termine pas la course.
En 2013, Adriano Malori est deuxième du contre-la-montre du Tirreno-Adriatico, battu par Tony Martin, puis gagne quelques jours plus tard celui de la Semaine internationale Coppi et Bartali. En mai, il remporte le contre-la-montre du Tour de Bavière, ce qui lui permet de s'imposer au classement général. Le mois suivant, il est troisième du championnat d'Italie du contre-la-montre. Il abandonne le Tour de France 2013 au cours de la septième étape. Aux championnats du monde, qui se déroulent à Florence, il est huitième du contre-la-montre et dix-septième de la course en ligne.

#### Chez Movistar (2014-2017)
En 2014, il est recruté par l'équipe espagnole Movistar. Il gagne en début d'année le contre-la-montre du Tour de San Luis. Lors du Tirreno-Adriatico, il gagne la dernière étape disputée sur un contre-la-montre de 9,1 kilomètres en devançant les derniers médaillés des championnats du monde de la spécialité que sont Fabian Cancellara, Bradley Wiggins et Tony Martin. Il participe au Tour d'Italie, que remporte le leader de Movistar Nairo Quintana. En juin, Malori gagne une étape de la Route du Sud et devient pour la deuxième fois champion d'Italie du contre-la-montre. Durant l'été, il dispute le Tour d'Espagne en tant qu'équipier d'Alejandro Valverde et Nairo Quintana. Avec ses coéquipiers, il gagne la première étape, un contre-la-montre par équipes, et s'impose lors de la dernière étape, courue contre-la-montre. Aux championnats du monde sur route, il est sixième du contre-la-montre par équipes avec Movistar, et sixième du contre-la-montre individuel.
Il remporte en début de saison 2015, le contre-la-montre du Tour de San Luis dont il était le favori. Malori est sélectionné pour le contre-la-montre des championnats du monde de Richmond. Il décroche la médaille d'argent du contre-la-montre individuel et la médaille de bronze du contre-la-montre par équipes.
Il commence de nouveau sa saison 2016 lors du Tour de San Luis. Au cours de la cinquième étape, il chute lourdement et se fracture la clavicule droite et souffre d'un grave traumatisme crânien. Hospitalisé en soins intensifs, il est brièvement placé en coma artificiel. Il reste sous observation pendant 48 heures. Le 16 février, il peut rentrer en Europe par transport sanitaire et continue alors sa convalescence dans une clinique de Pampelune. Après une tentative de retour à la compétition, il annonce le 10 juillet 2017 mettre un terme à sa carrière de coureur.
Il devient ambassadeur pour la marque italienne Nalini.

## Palmarès, résultats et classements mondiaux

### Palmarès
- 2005
  - Mémorial Leonardo Massaro
- 2006
  -  Champion d'Italie du contre-la-montre juniors
  -  Champion d'Italie de poursuite par équipes juniors
  - 2e du championnat d'Italie sur route juniors
  -  Médaillé de bronze du championnat d'Europe du contre-la-montre juniors
  - 3e du Trophée de la ville de Loano
  - 3e du Giro della Lunigiana
- 2007
  -  Champion d'Italie du contre-la-montre espoirs
  - Champion de Vénétie du contre-la-montre
  - 2e du Gran Premio Inda
  -  Médaillé de bronze du championnat d'Europe du contre-la-montre espoirs
  - 5e du championnat du monde du contre-la-montre espoirs
- 2008
  -  Champion du monde du contre-la-montre espoirs
  -  Champion d'Europe du contre-la-montre espoirs
  -  Champion d'Italie du contre-la-montre espoirs
  - Champion de Vénétie du contre-la-montre
  - Trofeo Edilizia Mogetta
  - Trophée de la ville de Castelfidardo
  - Chrono champenois
  - 2e de la Coppa della Pace
  - 3e du Gran Premio Folignano
  - 3e du Mémorial Davide Fardelli
  - 3e du Gran Premio Ezio Del Rosso
- 2009
  -  Médaillé d'or du contre-la-montre aux Jeux méditerranéens
  - Champion de Vénétie du contre-la-montre
  - Grand Prix Camon
  - Prologue du Giro Ciclistico Pesche Nettarine di Romagna (it)
  - 1rea étape du Tour de la Vallée d'Aoste (contre-la-montre par équipes)
  - Chrono champenois
  - Circuito Molinese
  - 2e du championnat d'Italie du contre-la-montre espoirs
  - 3e du Grand Prix San Giuseppe
  - 5e du championnat du monde du contre-la-montre espoirs

### Palmarès professionnel
- 2010
  - 2e du Tour de Bavière
  - 3e du championnat d'Italie du contre-la-montre
- 2011
  -  Champion d'Italie du contre-la-montre
  - 4e étape de la Semaine internationale Coppi et Bartali (contre-la-montre)
- 2012
  - 2e du championnat d'Italie du contre-la-montre
  - 10e du championnat du monde du contre-la-montre
- 2013
  - 4e étape de la Semaine internationale Coppi et Bartali (contre-la-montre)
  - Tour de Bavière :
    - Classement général
    - 4e étape (contre-la-montre)

  - 3e du championnat d'Italie du contre-la-montre
  - 8e du championnat du monde du contre-la-montre
- 2014
  -  Champion d'Italie du contre-la-montre
  - 5e étape du Tour de San Luis (contre-la-montre)
  - 7e étape de Tirreno-Adriatico (contre-la-montre)
  - 3e étape de la Route du Sud
  - 1re (contre-la-montre par équipes) et 21e (contre-la-montre) étapes du Tour d'Espagne
  - 6e du championnat du monde du contre-la-montre
- 2015
  -  Champion d'Italie du contre-la-montre
  - 5e étape du Tour de San Luis (contre-la-montre)
  - 1re étape de Tirreno-Adriatico[12] (contre-la-montre)
  - 3e étape du Circuit de la Sarthe (contre-la-montre)
  - 4e étape du Tour Poitou-Charentes (contre-la-montre)
  -  Médaillé d'argent au championnat du monde du contre-la-montre
  - 2e du Tour du Poitou-Charentes
  -  Médaillé de bronze au championnat du monde du contre-la-montre par équipes
  - 3e du Circuit de la Sarthe

### Résultats sur les grands tours

#### Tour de France
4 participations
- 2010 : 170e et lanterne rouge
- 2011 : 91e
- 2013 : abandon (7e étape)
- 2015 : 107e

#### Tour d'Italie
2 participations
- 2012 : 68e,  maillot rose pendant 1 jour
- 2014 : 121e

#### Tour d'Espagne
1 participation
- 2014 : 114e, vainqueur des 1re (contre-la-montre par équipes) et 21e (contre-la-montre) étapes

### Classements mondiaux
| Année           | 2007 | 2008 | 2009 | 2010 | 2011 | 2012 | 2013 | 2014 | 2015 | 2016 |
| --------------- | ---- | ---- | ---- | ---- | ---- | ---- | ---- | ---- | ---- | ---- |
| UCI World Tour  |      |      |      |      | 205e | 163e | 156e | 104e | 137e | nc   |
| UCI Europe Tour | 332e | 64e  | 220e |      |      |      |      |      |      | nc   |

## Distinctions
- Oscar TuttoBici des moins de 23 ans : 2008